# 산성역 포레스티아
산성역 포레스티아(Sanseong Station Forestia)는 경기도 성남시 수정구 신흥동에 있는 아파트 단지이다. 39개동 4,089세대 규모로 구성되어 있다.

## 주요 특징
신흥주공아파트와 통보8차공원아파트를 결합개발 방식으로 재건축한 아파트 단지이다.